# 茨韦弗尔沙伊德
茨韦弗尔沙伊德是德国莱茵兰-普法尔茨州的一个市镇。总面积1.81平方公里，总人口46人，其中男性24人，女性22人（2011年12月31日），人口密度25人/平方公里。